# Aurelio G. Larraya
Aurelio Gutiérrez-Larraya Planas (Madrid, 1921 - Calella, 1992) el nom artístic del qual fou Aurelio G. Larraya, fou un director de fotografia espanyol, fill d'una família acomodada molt relacionada amb el món artístic i cinematogràfic de la Barcelona de principis de segle xx.

## Història

### Vida i carrera
Fill del crític Tomás Gutiérrez-Larraya i Díaz de la Campa, professor d'Art en la Reial Acadèmia Catalana de Belles arts, i d'Ana Planas Codonyés, va ser, junt al seu germà Federico Gutiérrez-Larraya, un destacat director de fotografia espanyol, treballant sobretot en Televisió Espanyola. Va ser el petit de quatre germans, cosa que va fer que ho sobrenomenessin en moltes ocasions com el petit de la dinastia. Va treballar no solament com a director de fotografia, sinó que també de tècnic il·luminador de televisió. En moltes ocasions treballà al cinema, amb grans directors com Luis García Berlanga. Va ser un personatge molt vinculat a la localitat barcelonina de Sant Pol de Mar. Però el 1977, va sofrir un dur cop emocional, quan la seva esposa, Montserrat Garriga Casañas (1921-1977) va morir sobtadament. La situació es va tornar complicada, perquè Montserrat deixava orfes de mare a 8 fills. Va seguir treballant en televisió, al costat del seu germà Federico, fins que el 1987, un matí quan anava al treball, va ser atropellat, la qual cosa li va obligar a retirar-se definitivament. Va morir el 9 d'octubre de 1992 a Calella (Barcelona).

### Filmografia

#### Com a director de fotografia
Les més destacades pel·lícules que va realitzar són les següents:
1. Llarga nit de juliol, de Lluís Josep Comeron
2. Fata morgana, de Vicente Aranda
3. Visquin els nuvis!, de Luis García Berlanga
4. Españolear, de Jaime Jesús Balcázar
5. La seva desconsolada esposa, de Miguel Iglesias, i amb Paco Martínez-Soria
6. Julia i el celacanto, d'Antonio Momplet, i amb Concha Velasco

### Historial nobiliari de la família
El seu pare, Tomás Gutiérrez-Larraya i Díaz de la Campa, professor i escriptor, va estar a punt de rebre els títols de Grandesa d'Espanya i Conde de Larraya de mans del rei Alfonso XIII, amb qui va mantenir durant anys una relació laboral i d'amistat, però per circumstàncies històriques no li van arribar a ser atorgats definitivament.